# Brandi Chastain
Brandi Denise Chastain, mais conhecida como Brandi Chastain (San José, 21 de julho de 1968), é uma ex-futebolista estadunidense que atua como meio-campista.
Brandi jogou na Seleção de Futebol Feminino dos Estados Unidos de 1988 a 2004, sendo duas vezes campeã da Copa do Mundo de Futebol Feminino (em 1991 e 1999).